# シュトゥットガルトの人物
本項は、シュトゥットガルト出身の主な人物および居住した主要人物の一覧である。

## 出身者

### 17世紀以前
- ヴュルテンベルク伯エーバーハルト1世（ドイツ語版、英語版）（1265年 - 1325年）ヴュルテンベルク伯
- ハインリヒ・フォン・ヴュルテンベルク（ドイツ語版、英語版）（1448年 - 1519年）ヴュルテンベルク＝モンベリアル伯
- マルティン・ボルハウス（ドイツ語版、英語版）（1499年 - 1564年）福音主義神学者、宗教改革家
- マルティン・アイゼングライン（ドイツ語版、英語版）（1535年 - 1578年）カトリック神学者、論争家
- ヴュルテンベルク公ルートヴィヒ（1554年 - 1593年）ヴュルテンベルク公
- ヒロニムス・メギーザー（ドイツ語版、英語版）（1557年 - 1618年または1619年）博物学者、言語学教師、歴史記者
- アダム・シュタイグレーダー（1561年 - 1633年）作曲家、オルガニスト
- アナ・フォン・ヴュルテンベルク（ドイツ語版、英語版）（1561年 - 1616年）公妃
- パウル・ポイエルル（ドイツ語版）（1570年 - 1625年以後）作曲家、オルガニスト、オルガン製作者
- ゲオルク・ルドルフ・ヴェックヘルリン（ドイツ語版、英語版）（1584年 - 1653年）詩人
- アントーニア・フォン・ヴュルテンベルク（ドイツ語版、英語版）（1613年 - 1679年）ヴュルテンベルク公女、著述家、パトロン、キリスト教神秘主義者
- ヴュルテンベルク公エーバーハルト3世（1614年 - 1674年）ヴュルテンベルク公
- フリードリヒ（ドイツ語版、英語版）（1615年 - 1682年）ヴュルテンベルク公、ヴュルテンベルク＝ノイエンシュタット家の創始者
- ヨハン・ヤーコプ・フローベルガー（1616年 - 1667年）作曲家、オルガニスト
- クリスティーネ・シャルロッテ・フォン・ヴュルテンベルク（ドイツ語版、英語版）（1645年 - 1699年）ヴュルテンベルク公女、オストフリースラント伯領摂政
- ヴュルテンベルク公ヴィルヘルム・ルートヴィヒ（1647年 - 1677年）ヴュルテンベルク公
- フリードリヒ・カール（1652年 - 1698年）ヴュルテンベルク公、ヴュルテンベルク＝ヴィンネンタール家の創始者
- ヴュルテンベルク公エーバーハルト・ルートヴィヒ（1676年 - 1733年）ヴュルテンベルク公
- マグダレーナ・ヴィルヘルミーネ・フォン・ヴュルテンベルク（1677年 - 1742年）ヴュルテンベルク公女、バーデン辺境伯妃
- ヴュルテンベルク公カール・アレクサンダー（1684年 - 1737年）ヴュルテンベルク公
- マクシミリアン・エマヌエル・フォン・ヴュルテンベル＝ヴィンネンタール（ドイツ語版、英語版）（1689年 - 1709年）ヴュルテンベルク公子
- カール・テオドルス・パッヘルベル（ドイツ語版、英語版）（1690年 -1750年）オルガニスト、作曲家
- フリードリヒ・ルートヴィヒ・フォン・ヴュルテンベルク＝ヴィンネンタール（ドイツ語版、英語版）（1690年 - 1734年）ヴュルテンベルク公子
- ゲオルク・ベルンハルト・ビルフィンガー（ドイツ語版、英語版）（1693年 - 1750年）哲学者、建築家、数学者、神学者

### 18世紀

#### 1701年から1750年
- ヨハン・ヤーコプ・モザー（ドイツ語版、英語版）（1701年 - 1785年）憲法学教師
- ルイーゼ・フリーデリーケ・フォン・ヴュルテンベルク（ドイツ語版、英語版）（1722年 - 1791年）ヴュルテンベルク公女、メクレンブルク公妃
- フリードリヒ・カール・フォン・モーザー（ドイツ語版、英語版）（1723年 - 1798年）作家、出版者、政治家
- ヴュルテンベルク公フリードリヒ2世オイゲン（1732年 - 1797年）ヴュルテンベルク公
- ドロテア・ヴェントリング（ドイツ語版、英語版）（1736年 - 1811年）ソプラノ歌手
- ゴットロープ・クリスティアン・シュトル（ドイツ語版、英語版）（1746年 - 1805年）福音主義神学者
- フランツ・フォン・ヴェルネック（ドイツ語版、英語版）（1748年 - 1806年）オーストリアの陸軍元帥
- ゴットリープ・コンラート・クリスティアン・シュトル（ドイツ語版、英語版）（1749年 - 1821年）物理学者、化学者、博物学者

#### 1751年から1800年
- ルートヴィヒ・ティモテウス・シュピットラー（ドイツ語版、英語版）（1752年 - 1810年）歴史家
- ベルンハルト・ボル（ドイツ語版、英語版）（1756年 - 1836年）フライブルク大司教（ドイツ語版、英語版）
- ヨハン・ハインリヒ・ダンネッカー（ドイツ語版、英語版）（1758年 - 1841年）彫刻家
- フィリップ・フリードリヒ・フォン・ヘッチュ（ドイツ語版、英語版）（1758年 - 1838年）画家
- カール・フリードリヒ・ショトイトリン（ドイツ語版、英語版）（1761年 - 1826年）福音主義ルター派神学者
- ヨハン・アンドレアス・シュトライヒャー（1761年 - 1833年）ピアニスト、作曲家、ピアノ製作者
- ヨハン・フリードリヒ・コッタ（ドイツ語版、英語版）（1764年 - 1832年）出版者、工業パイオニア、政治家
- ゲオルク・ルートヴィヒ・ケーラー（ドイツ語版）（1764年 - 1807年）植物学者、医師
- ヨハン・フリードリヒ・プファッフ（ドイツ語版、英語版）（1765年 - 1825年）数学者
- フリードリヒ・アウグスト・マーシャル・フォン・ビーベルシュタイン（ドイツ語版、英語版）（1768年 - 1826年）植物学者、探検家
- ゲオルク・アウグスト・フォン・グリージンガー（ドイツ語版、英語版）（1769年 - 1845年）外交官、文筆家、ハイドンやベートーヴェンの友人として知られる。
- ゲオルク・ヴィルヘルム・フリードリヒ・ヘーゲル（1770年 - 1831年）哲学者
- クリスティアン・ツァイス（ドイツ語版、英語版）（1770年 - 1820年）建築家、都市プランナー
- ヨハン・ハインリヒ・フェルディナント・アウテンリート（ドイツ語版、英語版）（1772年 - 1835年）医学者
- クリストフ・ハインリヒ・プファフ（ドイツ語版、英語版）（1773年 - 1852年）医師
- ヨハン・ヴィルヘルム・アンドレアス・プファフ（ドイツ語版）（1774年 - 1835年）数学者、物理学者、天文学者
- ゴットリープ・シック（ドイツ語版、英語版）（1776年 - 1812年）新古典主義の画家
- アンドレアス・フリードリヒ・バウアー（ドイツ語版、英語版）（1783年 - 1860年）技師、企業家
- カール・フォン・ノルマン・エーレンフェルス（ドイツ語版、英語版）（1784年 - 1822年）ヴュルテンベルクの元帥
- ゲオルク・フリードリヒ・フォン・イェーガー（ドイツ語版）（1785年 - 1866年）医師、古生物学者
- クリスティアン・フェルディナント・フリードリヒ・ホーホシュテッター（ドイツ語版、英語版）（1787年 - 1860年）植物学者、牧師
- ヤーコプ・リンクー（ドイツ語版、英語版）（1786年または1787年 - 1841年）画家、古典考古学者、親ヘレニズム主義者
- グスタフ・フリードリヒ・フォン・ヘッチュ（ドイツ語版、英語版）（1788年 - 1864年）建築家、画家
- カール・フォン・ライヘンバッハ（1788年 - 1869年）企業家、化学者、博物学者、哲学者
- カール・アレクサンダー・ハイデロフ（ドイツ語版、英語版）（1789年 - 1865年）建築家、文化財保護活動家
- グスターフ・シュヴァープ（1792年 - 1850年）詩人、作家、牧師
- エルンスト・フリードリヒ・グロッカー（ドイツ語版、英語版）（1793年 - 1858年）鉱物学者、地質学者、古生物学者
- エーバーハルト・フリードリヒ・ヴァルッカー（ドイツ語版）（1794年 - 1872年）オルガン製作者
- フリードリヒ・フォン・アルベルティ（ドイツ語版、英語版）（1795年 - 1878年）地質学者
- エミーリエ・ツムシュテーク（1796年 - 1857年）作曲家、音楽教師、合唱指揮者、ピアニスト、音楽ジャーナリスト
- クリスティアン・ゴットロープ・バルト（ドイツ語版、英語版）（1799年 - 1862年）福音主義の牧師、敬虔主義者、文筆家、出版者
- ローベルト・フォン・モール（1799年 - 1875年）法学者
- シャルロッテ・ビルヒ＝プファイファー（ドイツ語版、英語版）（1800年 - 1868年）女優、作家
- ヴィクトール・エメ・フーバー（ドイツ語版、英語版）（1800年 - 1869年）社会改革家、旅行記作家、文学史研究家
- ユリウス・モール（ドイツ語版、英語版）（1800年 - 1876年）オリエント学者

### 19世紀

#### 1801年から1820年
- ヴィルヘルム・ハウフ（1802年 - 1827年）作家
- クリスティアン・ハインリヒ・フォン・ナーゲル（1803年 - 1882年）数学者
- テレーゼ・フォン・バヘラハト（ドイツ語版、英語版）（1804年 - 1852年）作家
- ジュリアス・ベネディクト（1804年 - 1885年）イギリスの作曲家
- ヨハン・クリストフ・ブルームハルト（1805年 - 1880年）神学者、牧師
- フーゴー・フォン・モール（1805年 - 1872年）植物学者
- グスタフ・プフィッツァー（ドイツ語版、英語版）（1807年 - 1890年）作家、翻訳家
- シャルロッテ・フォン・ヴュルテンベルク（1807年 - 1873年）ロシア大公妃
- ヴィルヘルム・ツィンマーマン（ドイツ語版、英語版）（1807年 - 1878年）神学者、詩人、歴史家、政治家
- ウラッハ公ヴィルヘルム1世（1810年 - 1869年）ウラッハ公
- パウリーネ・フォン・ヴュルテンベルク（1810年 - 1856年）ナッサウ公妃
- カール・エッツェル（ドイツ語版、英語版）（1812年 - 1865年）鉄道技師、建築家
- クリスティアン・フェルディナント・フリードリヒ・フォン・クラウス（ドイツ語版、英語版）（1812年 - 1890年）植物学者、軟体動物学者
- アウグスト・フォン・ヴュルテンベルク（ドイツ語版、英語版）（1813年 - 1885年）プロイセンの元帥
- ヘルマン・グンデルト（ドイツ語版、英語版）（1814年 - 1893年）宣教師、言語学者、インド学者、文筆家
- ホーエンローエ＝ヴァルデンブルク＝シリングスフュルスト侯フリードリヒ・カール1世（ドイツ語版）（1814年 - 1884年）ホーエンローエ＝ヴァルデンブルク＝シリングスフュルスト侯

#### 1821年から1840年
- カール・テオドール・カイム（ドイツ語版、英語版）（1825年 - 1878年）神学者
- フーゴー・ツー・ホーエンローエ＝エーリンゲン（ドイツ語版、英語版）（1816年 - 1897年）軍人、政治家、鉱工業企業主
- マリー・フォン・ヴュルテンベルク（1816年 - 1887年）ヴュルテンベルク王女、ナイペルク伯妃
- ヴィルヘルム・グリージンガー（ドイツ語版、英語版）（1817年 - 1868年）神経学者、精神科医
- ゲオルク・ヘルヴェーク（1817年 - 1875年）詩人、翻訳家
- カタリーナ・フォン・ホーエンツォーレルン＝ジグマリンゲン（ドイツ語版、英語版）（1817年 - 1893年）ボイロン修道院の創設者
- ヘルマン・フォン・ネルトリンガー（ドイツ語版、英語版）（1818年 - 1897年）林学者
- ゾフィー・フォン・ヴュルテンベルク（1818年 - 1877年）ヴュルテンベルク王女、オランダ王妃
- ルドルフ・フォン・ロート（1821年 - 1895年）インド学者、宗教学者
- ヴュルテンベルク王カール1世（1823年 - 1891年）ヴュルテンベルク王
- ヴィルヘルム・フォン・フラティヒ（ドイツ語版、英語版）（1826年 - 1900年）建築家
- オスカー・イェーガー（ドイツ語版）（1830年 - 1910年）歴史家、教育学者
- エドゥアルト・フォン・マルテンス（1831年 - 1904年）動物学者
- アルバート・オッペル（1831年 - 1865年）古生物学者
- ヴィルヘルム・ヘルツ（ドイツ語版、英語版）（1835年 - 1902年）詩人、ドイツ学者
- エドゥアルト・プファイファー（ドイツ語版、英語版）（1835年 - 1921年）銀行家、協同組合創設者、社会改革家
- エドゥアルト・パウルス（ドイツ語版、英語版）（1837年 - 1907年）芸術史家、考古学者、詩人
- カール・ヴィルヘルム・フォン・ハイネ（ドイツ語版、英語版）（1838年 - 1877年）外科医
- ユリウス・オイティング（ドイツ語版、英語版）（1839年 - 1913年）オリエント学者
- フェオドラ・ツー・ホーエンローエ＝ランゲンブルク（1839年 - 1872年）ザクセン＝マイニンゲン公妃

#### 1841年から1860年
- オイゲン・バウマン（1846年 - 1896年）化学者
- ヘルマン・フェーリング（ドイツ語版、英語版）（1847年 - 1925年）産婦人科医
- ピートロネラ・ペータース（ドイツ語版、英語版）（1848年 - 1924年）画家
- ヴュルテンベルク王ヴィルヘルム2世（1848年 - 1921年）ヴュルテンベルク王
- ゾフィー・フォン・アーデルング（ドイツ語版、英語版）（1850年 - 1927年）作家、画家
- エーバーハルト・ネストレ（ドイツ語版、英語版）（1851年 - 1913年）神学者、オリエント学者
- アルフレート・フォン・キダーレン＝ヴェヒター（1852年 - 1912年）外交官
- パウリーネ・フォン・ザクセン＝ヴァイマル＝アイゼナハ（1852年 - 1904年）ザクセン＝ヴァイマル＝アイゼナハ大公女
- オットー・フォン・ヒューゲル（ドイツ語版、英語版）（1853年 - 1928年）軍人
- イゾルデ・クルツ（ドイツ語版、英語版）（1853年 - 1944年）作家、翻訳家
- カール・フォン・ヴァイツゼッカー（ドイツ語版、英語版）（1853年 - 1926年）政治家。ヴュルテンベルク王国首相（1906年 - 1918年）
- フリードリヒ・フォン・ゲローク（ドイツ語版、英語版）（1854年 - 1937年）軍人
- コンラート・ハウスマン（ドイツ語版）（1857年 - 1922年）政治家
- フリードリヒ・ハウザー（ドイツ語版、英語版）（1859年 - 1917年）古典考古学者
- オットー・ヘルダー（1859年 - 1937年）数学者
- オットー・フォン・モーザー（ドイツ語版、英語版）（1860年 - 1931年）軍人

#### 1861年から1880年
- リヒャルト・シュトリベック（ドイツ語版、英語版）（1861年 - 1950年）機械製造エンジニア
- エーバーハルト・フラース（ドイツ語版、英語版）（1862年 - 1915年）地質学者、古生物学者
- ヴィルヘルム・ヴァインベルク（ドイツ語版、英語版）（1862年 - 1937年）医師、遺伝学者、統計学者、系譜学者
- オットー・ライニガー（1863年 - 1909年）画家
- ツェーザル・フライシュレン（1864年 - 1920年）詩人
- マックス・ボーデンハイマー（ドイツ語版、英語版）（1865年 - 1940年）弁護士、ドイツにおけるシオニズム運動の指導者
- ルード・モーリッツ・ハルトマン（ドイツ語版、英語版）（1865年 - 1924年）オーストリアの歴史家、政治家
- テオドール・コーバー（1865年 - 1930年）飛行船設計技師
- ヴィルヘルム・ネストレ（ドイツ語版、英語版）（1865年 - 1959年）古典文献学者
- ゾフィー・ホテク（1868年 - 1914年）ホーエンベルク公爵夫人
- ハンス・シュペーマン（1869年 - 1941年）発生学者。1935年ノーベル生理学・医学賞受賞者。
- ヘルマン・アーベルト（1871年 - 1927年）音楽史家
- オットー・トレスラー（ドイツ語版、英語版）（1871年 - 1965年）俳優、舞台演出家
- ヴァルター・コンツ（1872年 - 1947年）画家
- ハンス・ユンカーマン（ドイツ語版、英語版）（1872年 - 1943年）俳優
- ヴァルター・ラインハルト（1872年 - 1930年）軍人。プロイセンの軍事大臣、ヴァイマル共和国軍の総司令官を歴任した。
- カール・フォスラー（ドイツ語版、英語版）（1872年 - 1949年）文学史家、ダンテ研究家、ロマンス語研究者
- リヒャルト・ヴィルヘルム（ドイツ語版、英語版）（1873年 - 1930年）福音主義神学者、宣教者、中国学者
- ブルーノ・フライシャー（ドイツ語版、英語版）（1874年 - 1965年）眼科医
- ヨハネス・バーダー（ドイツ語版、英語版）（1875年 - 1955年）建築家、作家、ダダイスト、アクションアーティスト
- テレーゼ・ベール＝シュナーベル（ドイツ語版、英語版）（1876年 - 1959年）コントラルト歌手、歌唱教師
- ルーペルト・マイヤー（1876年 - 1945年）イエズス会士、司祭、福者
- アルベルト・ターフェル（ドイツ語版、英語版）（1876年 - 1935年）地理学者、医師、探検家
- パウリーネ・フォン・ヴュルテンベルク（1877年 - 1965年）ヴュルテンベルク王女、ヴィート侯妃
- ルートヴィヒ・デュル（ドイツ語版、英語版）（1878年 - 1956年）飛行船設計技師
- アルフレート・ジッタルト（ドイツ語版、英語版）（1878年 - 1942年）カントール、作曲家、オルガニスト
- カール・グスタフ・フォルメラー（ドイツ語版、英語版）（1878年 - 1948年）考古学者、文献学者、詩人、劇作家、作家、自動車製造のパイオニア、飛行機設計技師、映画のパイオニア、企業家

#### 1881年から1890年
- ユリウス・フライ（ドイツ語版、英語版）（1881年 - 1960年）水泳選手。1900年パリオリンピック金メダリスト。
- ヘルベルト・フィッシャー（ドイツ語版）（1882年 - 1939年）軍人。最終階級は国防軍歩兵大将。
- ヘルマン・ガイヤー（ドイツ語版、英語版）（1882年 - 1946年）軍人。最終階級は歩兵大将。
- エミール・ヒルプ（ドイツ語版、英語版）（1882年 - 1929年）数学者
- エルンスト・フォン・ヴァイツゼッカー（1882年 - 1951年）外交官、親衛隊員。最終階級は親衛隊少将。
- ルツィアーン・ベルンハルト（ドイツ語版、英語版）（1883年 - 1972年）グラフィックデザイナー、タイポグラファー、建築家
- カール・ブルガー（ドイツ語版、英語版）（1883年 - 1959年）サッカー選手
- ルドルフ・ファイエル（ドイツ語版、英語版）（1883年 - 1956年）軍人。最終階級は装甲兵大将
- ハンス・ヴァルツ（ドイツ語版、英語版）（1883年 - 1974年）企業家。ロベルト・ボッシュの社長を務めた。
- カール・クリストフ・レルヒャー（1884年 - 1966年）建築家、都市プランナー
- クラウス・ベルゲン（ドイツ語版、英語版）（1885年 - 1964年）画家、イラストレーター
- ヘルマン・ケラー（ドイツ語版、英語版）（1885年 - 1967年）教会音楽家、音楽学者
- オイゲン・キップ（ドイツ語版、英語版）（1885年 - 1931年）サッカー選手
- パウル・レニ（1885年 - 1929年）挿絵画家、映画監督
- ヴィクトール・フォン・ヴァイツゼッカー（ドイツ語版、英語版）（1886年 - 1957年）医学者
- ブルーノ・フランク（1887年 - 1945年）作家
- オスカー・シュレンマー（1888年 - 1943年）画家、彫刻家、デザイナー
- ヴィリー・バウマイスター（ドイツ語版、英語版）（1889年 - 1955年）画家、グラフィックデザイナー、挿絵画家、タイポグラファー、芸術理論家、作家
- ディートリッヒ・クライス（1889年 - 1944年）軍人。最終階級は国防軍中将。
- オットー・メルツ（1889年 - 1933年）カーレーサー
- ルドルフ・フォン・ビュノー（1890年 - 1962年）軍人。最終階級は陸軍歩兵大将。
- カール・シュトレリン（ドイツ語版、英語版）（1890年 - 1963年）政治家。ナチ時代にシュトゥットガルトの上級市長を務めた（1933年 - 1945年）。
- ヴァルター・フィッシャー・フォン・ヴァイカースタール（ドイツ語版、英語版）（1890年 - 1953年）軍人。最終階級は歩兵大将。
- カール・ジュールズ・ウェイル（ドイツ語版、英語版）（1890年 - 1948年）アメリカで活躍した映画美術監督。『ロビンフッドの冒険』でアカデミー美術賞を受賞した。

#### 1891年から1900年
- イェラ・レップマン（ドイツ語版、英語版）（1891年 - 1970年）ジャーナリスト、作家、翻訳家。ミュンヘン国際児童図書館の創設者。
- オットー・ファール（ドイツ語版、英語版）（1982年 - 1969年）水泳選手、企業家
- エミール・グレーナー（ドイツ語版、英語版）（1892年 - 1969年）サッカー選手、指導者
- ベニータ・コッホ＝オッテ（ドイツ語版、英語版）（1892年 - 1976年）タペストリー作家、テキスタイルデザイナー
- クリスティアン・ヴェルナー（1892年 - 1932年）カーレーサー
- エルヴィン・フース（ドイツ語版、英語版）（1893年 - 1970年）物理学者
- アドルフ・ローヴェ（ドイツ語版、英語版）（1893年 - 1995年）社会学者、経済学者
- フィリップ・アルブレヒト・フォン・ヴュルテンベルク（1893年 - 1975年）ヴュルテンベルク家家長
- ルドルフ・フォルミス（ドイツ語版、英語版）（1894年 - 1935年）エンジニア、通信技師
- ヘルミーネ・シュテルラー（ドイツ語版、英語版）（1894年 - 1982年）女優
- アルブレヒト・オイゲン・フォン・ヴュルテンベルク（1895年 - 1954年）ヴュルテンベルク公
- ハインリヒ・エーバーバッハ（1895年 - 1992年）軍人。最終階級は国防軍装甲兵大将
- ヴァルター・ヒーバー（ドイツ語版、英語版）（1895年 - 1976年）化学者
- マックス・ホルクハイマー（1895年 - 1973年）哲学者、社会学者
- リューディガー・シュライヒャー（ドイツ語版、英語版）（1895年 - 1945年）反ナチ運動家、法律家。航空法の先駆者。
- カール・アレクサンダー・フォン・ヴュルテンベルク（ドイツ語版、英語版）（1896年 - 1964年）ヴュルテンベルク家の成員、ベネディクト会修道士
- パウル・シュラック（ドイツ語版、英語版）（1897年 - 1987年）化学者、発明家
- マルタ・フックス（ドイツ語版、英語版）（1898年 - 1974年）声楽家
- ヴァルター・シェルフ（ドイツ語版、英語版）（1898年 - 1945年）軍人。最終階級は陸軍少将。
- アドルフ・ヘシュレ（ドイツ語版、英語版）（1899年 - 1969年）サッカー選手
- ラインハルト・フォン・ケーニヒ＝ファハゼンフェルト（ドイツ語版、英語版）（1899年 - 1992年）エンジニア、発明家、カーレーサー、オートレーサー
- ハインリヒ・ラウ（ドイツ語版、英語版）（1899年 - 1961年）政治家 (KPD/SED)
- ヴォルフ・ヒルト（ドイツ語版、英語版）（1900年 - 1959年）エンジニア、グライダー飛行のパイオニア。
- ヴェルナー・クラウス（ドイツ語版、英語版）（1900年 - 1993年）ロマンス語学者、反ナチ運動家
- ヘルマン・ロイター（ドイツ語版、英語版）（1900年 - 1985年）作曲家、ピアニスト

### 20世紀

#### 1901年から1910年
- マリア・コッペンヘーファー（ドイツ語版、英語版）（1901年 - 1948年）女優
- フレッド・ウールマン（ドイツ語版、英語版）（1901年 - 1985年）弁護士、画家、作家
- グレーテ・ラインヴァルト（ドイツ語版、英語版）（1902年 - 1983年）映画女優
- フリッツ・バウアー（ドイツ語版、英語版）（1903年 - 1968年）弁護士、検事
- ヴェルナー・クリングラー（ドイツ語版、英語版）（1903年 - 1972年）俳優、演出家、劇作家
- ハニ・ラインヴァルト（ドイツ語版、英語版）（1903年 - 1978年）女優
- エルンスト・ブルーム（ドイツ語版、英語版）（1904年 - 1980年）サッカー選手
- ゲルディ・トロースト（ドイツ語版、英語版）（1904年 - 2003年）建築家
- アルヌルフ・クレット（ドイツ語版、英語版）（1905年 - 1974年）政治家。1945年から1974年までシュトゥットガルト上級市長を務めた。
- テオドール・コッホ（ドイツ語版、英語版）（1905年 - 1976年）エンジニア、企業家。銃器メーカー「ヘッケラー&コッホ」の創設者。
- マルティン・シェンプ（ドイツ語版、英語版）（1905年 - 1984年）グライダー開発者
- アレクサンダー・フォン・シュタウフェンベルク（ドイツ語版、英語版）（1905年 - 1964年）古代史学者
- ベルトルト・フォン・シュタウフェンベルク（1905年 - 1944年）弁護士、反ナチ運動家
- ヴィルヘルム・ボーガー（ドイツ語版、英語版）（1906年 - 1977年）親衛隊隊員。最終階級は親衛隊曹長
- ロタール・ケーニヒ（ドイツ語版、英語版）（1906年 - 1946年）イエズス会士、反ナチ運動家
- ヘルベルト・カプラー（1907年 - 1978年）親衛隊隊員。最終階級は親衛隊中佐。ローマのゲシュタポ長官を務めた。
- ヘルマン・ラング（1909年 - 1987年）カーレーサー、オートレーサー
- フリッツ・レオンハルト（1909年 - 1999年）土木エンジニア
- ゲルダ・タロー（1910年 - 1937年）報道写真家

#### 1911年から1920年
- ブリギッテ・アレクサンダー（ドイツ語版、英語版）（1911年 - 1995年）作家、女優、演出家、翻訳家
- ヴォルフガング・デセッカー（ドイツ語版、英語版）（1911年 - 1973年）教育者、陸上競技選手（800 ｍ、1500 m）
- ローレ・フィッシャー（ドイツ語版、英語版）（1911年 - 1991年）アルト歌手、ヴァイオリニスト、音楽教育者
- ハンス・レールル（ドイツ語版、英語版）（1911年 - 2001年）鳥類学者、比較生物学者
- エルヴィン・バウアー（ドイツ語版、英語版）（1912年 - 1958年）カーレーサー
- オットー・ベクレ（ドイツ語版、英語版）（1912年 - 1988年）サッカー選手
- ルドルフ・フィッシャー（ドイツ語版、英語版）（1912年 - 1976年）カーレーサー
- ルート・ハウスマイスター（ドイツ語版、英語版）（1912年 - 2021年）女優
- リヒャルト・ホルム（1912年 - 1988年）テノール歌手
- アルベルト・ヴィトマン（ドイツ語版、英語版）（1912年 - 1986年）親衛隊隊員。最終階級は親衛隊少佐。
- ファルク・ハルナック（ドイツ語版、英語版）（1913年 - 1991年）演出家、劇作家、反ナチ運動家
- アルフレート・キーンツレ（ドイツ語版、英語版）（1913年 - 1940年）水球選手
- ヘルマン・レンツ（ドイツ語版、英語版）（1913年 − 1998年）作家
- アルフレート・ドンペルト（1914年 - 1991年）陸上競技選手。1936年ベルリンオリンピック3000メートル障害で銅メダルを獲得した。
- ライナー・ヒルデブラント（ドイツ語版、英語版）（1914年 - 2004年）歴史家、出版者、反ナチ運動家
- ハンス・クノル（ドイツ語版、英語版）（1914年 - 1955年）企業家
- ヘルマン・ピルニーク（ドイツ語版、英語版）（1914年 - 1981年）アルゼンチン人チェス選手
- タデウス・トロル（ドイツ語版、英語版）（1914年 - 1980年）作家
- アルフレート・フォーラー（ドイツ語版、英語版）（1914年 - 1986年）映画監督、劇作家
- カール・ミュンヒンガー（1915年 - 1990年）指揮者
- ヘレ・ヒルシュ（ドイツ語版、英語版）（1916年 - 1937年）反ナチ運動家
- アルフレート・ヴァイデンマン（ドイツ語版、英語版）（1916年 - 2000年）演出家、作家
- カール・シュタインブーフ（ドイツ語版、英語版）（1917年 - 2005年）サイバネティックス技術者、通信工学エンジニア、情報理論学者、作家
- エリス・カウト（ドイツ語版、英語版）（1920年 - 2015年）児童文学作家
- リヒャルト・フォン・ヴァイツゼッカー（1920年 - 2015年）政治家。西ベルリン市長（1981年 - 1984年）、連邦大統領（1984年 - 1994年）を歴任した。

#### 1921年から1930年
- クルト・アドルフ（ドイツ語版、英語版）（1921年 - 2012年）カーレーサー
- ハインツ・ヴァイス（ドイツ語版、英語版）（1921年 - 2010年）チェス選手
- カール・ディートリヒ・ブラッハー（ドイツ語版、英語版）（1922年 - 2016年）政治学者、歴史家
- フリッツ・ウムゲルター（ドイツ語版、英語版）（1922年 - 1981年）映画監督、テレビディレクター
- ローベルト・ホイサー（ドイツ語版、英語版）（1924年 - 2013年）写真家
- ローベルト・シュリエンツ（ドイツ語版、ネパール語版）（1924年 - 1995年）サッカー選手
- フランツ・ゾントハイマー（ドイツ語版、英語版）（1926年 - 1981年）イギリスの化学者
- ディーター・エップラー（ドイツ語版、英語版）（1927年 - 2008年）俳優
- ヨアヒム・フックスベルガー（ドイツ語版、英語版）（1927年 - 2014年）俳優、声優、ナレーター、エンターテナー
- ロルフ・ランダウアー（ドイツ語版、英語版）（1927年 - 1999年）アメリカ人物理学者、情報科学者
- ローベルト・ボッシュ（ドイツ語版、英語版）（1928年 - 2004年）企業家
- ハンス・ヘルマン（1928年 - ）カーレーサー
- マンフレート・ロンメル（1928年 - 2013年）政治家。1974年から1996年までシュトゥットガルトの上級市長を務めた。
- カールハインツ・ゼンガス（1928年 - 2004年）植物学者
- ハンス・ゲオルク・ヴンダーリヒ（ドイツ語版、英語版）（1928年 - 1974年）地質学者
- ハンス＝ペーター・デュル（ドイツ語版、英語版）（1929年 - 2014年）物理学者、エッセイスト
- イェルク・フェルバー（1929年 - ）指揮者
- マルティン・グリューナー（ドイツ語版、英語版）（1929年 - 2018年）政治家。1972年から1987年まで連邦経済大臣、1987年から1991年まで連邦環境・自然保護・原子力安全大臣を歴任した。
- エルンスト・マーレ（ドイツ語版、英語版）（1929年 - ）ブラジルの音楽教育者、指揮者、作曲家
- フレッド・ヘルツォーク（ドイツ語版、英語版）（1930年 - 2019年）カナダの写真家
- ベルトルト・ライビンガー（ドイツ語版、英語版）（1930年 - 2018年）企業家
- フリッツ・フォーゲルクザンク（ドイツ語版、英語版）（1930年 - 2009年）翻訳家、エッセイスト、編集者

#### 1931年から1940年
- ヴェルナー・ハース（1931年 - 1976年）ピアニスト
- ハルトムート・マウラー（1931年 - ）法学者
- フリードリヒ・ヴィルヘルム・ツー・ヴィート（ドイツ語版）（1931年 - 2000年）企業家、パトロン
- ミヒャエル・フォン・アルブレヒト（ドイツ語版、英語版）（1933年 - ）古典文献学者
- ハインツ・デュル（ドイツ語版、英語版）（1933年 - ）企業家、経営者
- エーバーハルト・コルプ（ドイツ語版、英語版）（1933年 - ）歴史家
- ミヒャエル・フレガール（1933年 - 1991年）映画監督、テレビプロデューサー
- ヘルムート・リリング（1933年 - ）教会音楽家、指揮者、音楽教育家
- ヨハネス・シャーフ（ドイツ語版、英語版）（1933年 - 2019年）演出家、俳優
- ミヒャエル・マイ（ドイツ語版、英語版）（1934年 - ）カーレーサー
- マンフレート・ヴェルナー（1934年 - 1994年）政治家。連邦国防大臣（1982年 - 1988年）、NATO事務総長（1988年 - 1994年）を歴任した。
- ウォルフガング・ダウナー（1935年 - 2020年）ジャズピアニスト、作曲家
- ヘルムート・ラッヘンマン（1935年 - ）作曲家、音楽教育家
- フェルディナント・アレクサンダー・ポルシェ（1935年 - 2012年）インダストリアルデザイナー
- ゲルハルト・エルトル（1936年 - ）物理学者、化学者。2007年のノーベル化学賞受賞者。
- ギュンター・クラス（ドイツ語版、英語版）（1936年 - 1967年）カーレーサー
- ディーター・グレムザー（ドイツ語版、英語版）（1938年 - ）カーレーサー
- ディーガー・モールローク（ドイツ語版、英語版）（1938年 - 2010年）通信チェスのヨーロッパチャンピオン。
- エーバーハルト・シェーナー（ドイツ語版、英語版）（1938年 - ）指揮者、作曲家
- ルッツ・カイゼル（1939年 - 2017年）宇宙工学研究者、航空工学研究者
- ペーター・グレムザー（ドイツ語版、英語版）（1940年 - ）自転車競技選手
- エバーハルト・ウェーバー（1940年 - ）ジャズベーシスト、作曲家

#### 1941年から1950年
- カーリン・ライヒェルト（ドイツ語版、英語版）（1941年 - ）陸上競技選手
- クヌート・ウルバン（1941年 - ）物理学者
- ヴォルフガング・クラマー（1942年 - ）ボードゲームデザイナー
- ベルト・ザクマン（1942年 - ）医学者、細胞生理学者。1991年にノーベル生理学・医学賞を受賞した。
- ロルフ・シューベル（ドイツ語版、英語版）（1942年 - ）映画監督、脚本家
- ウルリヒ・ベッツ（ドイツ語版、英語版）（1943年 - ）企業家、エンジニア
- ヨーヘン・マイスナー（ドイツ語版、英語版）（1943年 - ）ボート競技選手。1968年メキシコシティーオリンピック銀メダリスト。
- ヴォルフガング・ポルシェ（1943年 - ）実業家
- マームート・ボード・ラッシュ（ドイツ語版、英語版）（1943年 - ）建築家
- イルメラ・メンザー＝シュラム（ドイツ語版、英語版）（1945年 - ）人権活動家
- クルト・ヨアヒム・ラウク（ドイツ語版、英語版）（1946年 - ）政治家
- エルフガルト・シッテンヘルム（ドイツ語版、英語版）（1947年 - ）陸上競技選手
- ロトラウト・ズーザンネ・ベルナー（ドイツ語版、英語版）（1948年 - ）グラフィックデザイナー、イラストレーター、児童文学作家
- ホルスト・ケッペル（1948年 - ）サッカー選手、指導者
- マリアンネ・ピッツェン（ドイツ語版、英語版）（1948年 - ）芸術家
- クラウス・レーダー（ドイツ語版、英語版）（1948年 - ）ミュージシャン
- ハンス・ルッツ（1949年 - ）自転車競技選手。1976年モントリオールオリンピックで金メダル（団体追抜）、1972年ミュンヘンオリンピックで銅メダル（個人追抜）を獲得した。
- ロルフ・ペーター・ジーフェルレ（ドイツ語版、英語版）（1949年 - 2016年）歴史家
- ライナー・アルノルト（ドイツ語版、英語版）（1950年 - ）政治家

#### 1951年から1960年
- ヴォルフガング・ユンギンガー（ドイツ語版、英語版）（1951年 - 1982年）アルペンスキー選手
- ノルベルト・ペールケ（ドイツ語版、英語版）（1951年 - 1985年）警察官、殺人犯、強盗犯「ハンマー・キラー」として知られる。
- インゲボルグ・シュヴェンツァー（1951年 - ）法学者
- ロルフ・ツィーグラー（ドイツ語版、英語版）（1951年 - ）陸上競技選手
- アンゲリカ・シュパイテル（ドイツ語版、英語版）（1952年 - ）ドイツ赤軍メンバー、テロリスト
- フランツィスカ・ヴァルザー（ドイツ語版、英語版）（1952年 - ）女優
- ライナー・アドリオン（ドイツ語版、英語版）（1953年 -　）サッカー選手、指導者
- ヴェルナー・ベッツ（ドイツ語版）（1953年 - ）自転車競技選手
- マルティン・コプラー（ドイツ語版、英語版）（1953年 - ）外交官
- ステファン・ミクス（1953年 - ）ミュージシャン
- ギュンター・エッティンガー（1953年 - ）政治家。バーデン＝ヴュルテンベルク州首相（2005年 - 2010年）、欧州委員会で多くの委員を歴任した。
- イェルク・タウス（ドイツ語版、英語版）（1953年 - ）政治家
- ハインツ・ベッツ（ドイツ語版、英語版）（1954年 - ）自転車競技選手
- ヘルマン・コップ（ドイツ語版、英語版）（1954年 - ）作曲家、ミュージシャン
- ジビラ・レヴィチャロフ（ドイツ語版、英語版）（1954年 - ）作家
- ローランド・エメリッヒ（1955年 - ）映画監督、映画プロデューサー
- エーリヒ・カルコシュカ（ドイツ語版、英語版）（1955年 - ）惑星科学研究者
- ヴァルター・ケルシュ（ドイツ語版、英語版）（1955年 - ）サッカー選手
- ヴェルント・マルティン（ドイツ語版、英語版）（1955年 - 2018年）サッカー選手
- マティアス・ラート（ドイツ語版、英語版）（1955年 - ）医師、代替医療研究者
- マルティン・ロート（ドイツ語版、英語版）（1955年 - ）文化史家
- クンツタンツェ・クレール（ドイツ語版、英語版）（1956年 - ）政治家
- ペーター・シリング（ドイツ語版、英語版）（1956年 - ）歌手、作家
- カーリーン・ビンダー（ドイツ語版、英語版）（1957年 - ）政治家
- エルマー・ボルマン（ドイツ語版、英語版）（1957年 - ）フェンシング選手。1984年ロサンゼルスオリンピックおよび1992年バルセロナオリンピックで金メダルを獲得した。
- ドミニク・ドブソン（1957年 - ）カーレーサー
- ハンジ・ミュラー（1957年 - ）サッカー選手
- ライナー・ヴィーラント（ドイツ語版、英語版）（1957年 - ）法学者、政治家
- エリック・アベッツ（ドイツ語版、英語版）（1958年 - ）オーストラリアの政治家
- ニコライ・ミュラーシェーン（ドイツ語版、英語版）（1958年 - ）映画監督、プロデューサー、脚本家
- アクセル・ベルク（ドイツ語版、英語版）（1959年 - ）政治家
- ドミニーク・ブレンナー（ドイツ語版、英語版）（1959年 - 2009年）実業家
- ジェフ・テイト（ドイツ語版、英語版）（1959年 - ）アメリカの歌手、ソングライター
- アンドレアス・ファイエル（ドイツ語版、英語版）（1959年 - ）映画監督、舞台演出家、作家
- フォルカー・ベック（1960年 - ）政治家
- フランツィスカ・ブッフ（1960年 - ）映画監督、脚本家
- ハイコ・フィッシャー（1960年 - 1989年）フィギュアスケート選手
- エリック・ヒルゲンドルフ（1960年 - ）法学者、法哲学者
- グレッグ・アイルズ（1960年 - ）アメリカの作家
- ミヒャエル・マール（ドイツ語版、英語版）（1960年 - ）ドイツ学者、文筆家、文芸評論家
- クラウディア・ナイディヒ（ドイツ語版、英語版）（1960年 - ）女優
- グローリア・フォン・トゥルン・ウント・タクシス（ドイツ語版、英語版）（1960年 - ）企業家、経営者

#### 1961年から1970年
- サスキア・エスケン（1961年 - ）政治家
- エディト・オーカー（ドイツ語版、英語版）（1961年 - ）陸上競技選手
- ユーディト・カウフマン（ドイツ語版、英語版）（1962年 - ）映画撮影技師
- ライナー・クラフト（ドイツ語版、英語版）（1962年 - ）サッカー指導者
- マルク・マイリング（1962年 - ）柔道家。1988年ソウルオリンピック銀メダリスト
- アンドレアス・ミュラー（ドイツ語版、英語版）（1962年 - ）サッカー選手
- フランツィスカ・トラウプ（ドイツ語版、英語版）（1962年 - ）女優、カバレット
- トーマス・フーバー（ドイツ語版、英語版）（1963年 - ）水球選手。1984年ロサンゼルスオリンピック銅メダリスト。
- アレックス・ヨーリヒ（ドイツ語版、英語版）（1963年 - ）レストランオーナー、俳優
- ヘラ・ロート（ドイツ語版、英語版）（1963年 - ）フィールドホッケー選手
- マルティン・シュヴァルプ（ドイツ語版、英語版）（1963年 - ）ハンドボール選手、指導者
- クリストフ・エーベルト（ドイツ語版、英語版）（1964年 - ）情報技術者、企業家
- デニス・シェック（ドイツ語版、英語版）（1964年 - ）文芸評論家、翻訳家、ジャーナリスト
- カロリーネ・アイヒホルン（ドイツ語版、英語版）（1965年 - ）女優、声優
- ユルゲン・エーファース（ドイツ語版、英語版）（1965年 - ）陸上競技選手
- ユルゲン・マイヤー（ドイツ語版、英語版）（1965年 - ）建築家、芸術家
- トビアス・プフリューガー（ドイツ語版、英語版）（1965年 - ）平和学者、政治学者、政治家
- クリスティーナ・リーゲル（1965年 - ）フィギュアスケート選手
- ミヒャエル・シュピース（ドイツ語版、英語版）（1965年 - ）サッカー選手
- シュテファン＝ペーター・グライナー（1966年 - ）ヴァイオリン製作家
- ゲルト・ミットリング（ドイツ語版、英語版）（1966年 - ）暗算世界記録保持者
- ユルゲン・クロップ（1967年 - ）サッカー選手、指導者
- エーバーハルト・トラウトナー（ドイツ語版、英語版）（1967年 - ）サッカー選手、指導者
- ナタリア・ヴェルナー（ドイツ語版、英語版）（1967年 - ）女優
- オリヴァー・マスッチ（1968年 - ）俳優
- ディミトリオス・モウタス（ドイツ語版、英語版）（1968年 - ）ギリシアのサッカー選手、指導者
- ロベルト・シュヴェンケ（1968年 - ）映画監督、脚本家
- パトリック・クラマー（ドイツ語版、英語版）（1969年 - ）化学者、構造生物学者、分子生物学者
- シュテファン・カウフマン（ドイツ語版、英語版）（1969年 - ）政治家
- マルコ・クルツ（ドイツ語版、英語版）（1969年 - ）サッカー選手、指導者
- キム・バウアーマイスター（ドイツ語版、英語版）（1970年 - ）陸上競技選手
- フランツィスカ・ヘンチェル（ドイツ語版、英語版）（1970年 - ）フィールドホッケー選手
- イェンス・ケラー（1970年 - ）サッカー選手、指導者
- ジェリー・マンゼイ（ドイツ語版、英語版）（1970年 - ）アメリカの女優
- クラウス・ミヒラー（ドイツ語版、英語版）（1970年 -）フィールドホッケー選手、1992年バルセロナオリンピック金メダリスト
- クリスティアン・フォン・シュテッテン（ドイツ語版、英語版）（1970年 - ）企業家、政治家
- ヘネス・シュテール（ドイツ語版、英語版）（1970年 -　）映画監督、脚本家

#### 1971年から1980年
- トム・バロン（ドイツ語版、英語版）（1971年 - ）ポルノ俳優
- サシャ・フィッシャー（1971年 - ）ラグビー選手
- ウーヴェ・シュナイダー（ドイツ語版、英語版）（1971年 - ）サッカー選手
- ペール・バイアーライン（ドイツ語版、英語版）（1972年 -　）ミュージシャン、作曲家
- アンドレア・ビュットナー（ドイツ語版、英語版）（1972年 - ）素描画家、グラフィックデザイナー、彫刻家
- リザ・マルティネク（ドイツ語版、英語版）（1972年 - 2019年）女優
- アレクサンダー・ブレシン（ドイツ語版、英語版）（1973年 - ）サッカー選手、指導者
- アンドレ・ブッツァー（ドイツ語版、英語版）（1973年 - ）造形芸術家
- セアン・ニルス・アイクベア（ドイツ語版、英語版）（1973年 - ）デンマークの作曲家、ピアニスト、指揮者
- マックス・ヘレ（ドイツ語版、英語版）（1973年 - ）ラッパー、シンガーソングライター、音楽プロデューサー
- タイフン・コルクト（ドイツ語版、英語版）（1974年 - ）トルコのサッカー選手、指導者
- シュテファン・ルカ（ドイツ語版、英語版）（1974年 - ）俳優
- ダーフィト・モンテーロ（ドイツ語版、英語版）（1974年 - ）サッカー選手
- ロベルト・ダヴェルサ（ドイツ語版、英語版）（1975年 - ）イタリアのサッカー選手、指導者
- ニーナ・ホス（1975年 - ）女優
- イェルク・リュトケ（ドイツ語版、英語版）（1975年 - ）バスケットボール選手
- マヤ・シェーネ（ドイツ語版、英語版）（1975年 - ）女優
- ターニャ・ベッカー＝ベンダー（1978年 - ）ヴァイオリニスト
- ロベルト・ピント（ドイツ語版、英語版）（1978年 - ）ポルトガルのサッカー選手、指導者
- ジモーネ・プルチュ（ドイツ語版、英語版）（1978年 - ）オーストリアのバドミントン選手
- オリヴァー・バルト（ドイツ語版、英語版）（1979年 - ）サッカー選手、指導者
- フリーデリーケ・ケンプター（ドイツ語版、英語版）（1979年 - ）女優
- クリスティーナ・リープヘル（ドイツ語版、英語版）（1979年 - ）馬術競技選手。2008年北京オリンピック銅メダリスト。
- セアド・ラモヴィッチ（ドイツ語版、英語版）（1979年 -　）ボスニア・ヘルツェゴビナのサッカー選手
- ミヒャエル・ベラー（ドイツ語版、英語版）（1980年 -　）テニス選手
- マティアス・ラントヴェール（ドイツ語版、英語版）（1980年 - ）俳優、プロデューサー
- マルク・リープ（1980年 - ）カーレーサー
- マルクス・ヴィンケルホック（1980年 - ）カーレーサー

#### 1981年から1990年
- マーレン・バウムバッハ（ドイツ語版、英語版）（1981年 - ）ハンドボール選手
- シモン・グロイル（ドイツ語版、英語版）（1981年 - ）テニス選手
- アナ・フォン・ハルニアー（1981年 - ）柔道家
- フレデリーク・ヴィートマン（ドイツ語版、英語版）（1981年 - ）作曲家
- デイヴィッド・イェルデル（ドイツ語版、英語版）（1981年 - ）アメリカのサッカー選手
- バスティアン・クニッテル（ドイツ語版、英語版）（1983年 - ）テニス選手
- ミヒャエル・バシン（ドイツ語版、英語版）（1984年 - ）柔道家
- スヴェーニャ・バツレン（ドイツ語版、英語版）（1984年 - ）トライアスロン選手
- パトリック・ミルヒラウム（ドイツ語版、英語版）（1984年 - ）サッカー選手
- ハカン・アスランタシュ（ドイツ語版、英語版）（1985年 - ）トルコのサッカー選手
- ミヒャエル・ブロス（ドイツ語版、英語版）（1986年 - ）政治家
- レジェプ・ユルドゥズ（ドイツ語版、英語版）（1986年 - ）トルコのサッカー選手
- ナディーネ・ヒルデブラント（ドイツ語版、英語版）（1987年 - ）陸上競技選手
- サミ・ケディラ（1987年 - ）サッカー選手
- ヨハネス・テオバルト（ドイツ語版、英語版）（1987年 - ）カーレーサー
- イェンス・グラール（1988年 - ）サッカー選手
- パトリック・ハーガー（ドイツ語版、英語版）（1988年 - ）アイスホッケー選手
- マイリン・ヴェンデ（1988年 - ）フィギュアスケート選手
- カトリーン・ライナート（ドイツ語版、英語版）（1988年 - ）ボート競技選手
- シャイラ・ジェニングス（ドイツ語版、英語版）（1989年 - ）アメリカのポルノ女優
- ジャスミン・ロード（ドイツ語版、英語版）（1989年 - ）コロンビアの女優、演出家
- ヤニック・マデン（ドイツ語版、英語版）（1989年 - ）テニス選手
- ピア・ヴルツバッハ（ドイツ語版、英語版）（1989年 - ）フィリピンのモデル、女優。2015年ミス・ユニバース
- ムラト・アクチャ（ドイツ語版、英語版）（1990年 - ）サッカー選手
- ホセ・ルイス・サンマルティン・マト（1990年 - ）スペインのサッカー選手

#### 1991年から2000年
- ハナ・コルプ（ドイツ語版、英語版）（1991年 - ）クロスカントリースキー選手
- アレクサンダー・クリーガー（ドイツ語版、英語版）（1991年 - ）自転車競技選手
- パナギオティス・ヴラホディモス（ドイツ語版、英語版）（1991年 - ）ギリシアのサッカー選手
- レオニー・マイアー（ドイツ語版、英語版）（1992年 - ）サッカー選手
- バーナード・トミック（1992年 - ）オーストラリアのテニス選手
- マリオ・フォークト（ドイツ語版、英語版）（1992年 - ）自転車競技選手
- ユン・ソヒ（1993年 - ）韓国の女優
- イルカイ・ドルムシュ（ドイツ語版、英語版）（1994年 - ）トルコのサッカー選手
- ケナン・カラマン（1994年 - ）トルコのサッカー選手
- ラニ・ケディラ（1994年 - ）サッカー選手
- ジェレミー・トリアン（1994年 - ）サッカー選手
- オディッセアス・ヴラホディモス（1994年 - ）ギリシアのサッカー選手
- マーレン・ヴァイゲル（ドイツ語版、英語版）（1994年 - ）ハンドボール選手
- セルジュ・ニャブリ（1995年 - ）サッカー選手
- グリシャ・プレメル（1995年 - ）サッカー選手
- キラ・ヴァイドレ（ドイツ語版、英語版）（1996年 - ）アルペンスキー選手
- ティモ・ヴェルナー（1996年 - ）サッカー選手
- アリアニト・フェラティ（ドイツ語版、英語版）（1997年 - ）コソボのサッカー選手
- イスマイル・ヤーコプス（ドイツ語版、英語版）（1999年 - ）サッカー選手

### 21世紀
- ジャマル・ムシアラ（2003年 - ）イングランドのサッカー選手

## シュトゥットガルトに住んだ人物

### 1800年まで
- ヨハネス・ロイヒリン（1455年 - 1522年）哲学者、人文主義者。
- ヨハン・ヴァレンティン・アンドレーエ（1586年 - 1654年）著述家、数学者、福音主義神学者。
- ヨハン・アルブレヒト・ベンゲル（1687年 - 1752年）福音主義神学者。
- ヨーゼフ・ズュース・オッペンハイマー（1698年 - 1699年）ヴュルテンベルク公カール・アレクサンダーの下で破綻した国家財政を再建したが、司法殺人の犠牲となった。
- クリスティアン・フリードリヒ・ダニエル・シューバルト（1739年 - 1791年）詩人、音楽家、作曲家、ジャーナリスト。シューベルトの歌曲「鱒」の作詞者として知られる。
- フリードリヒ・フォン・シラー（1759年 - 1805年）詩人、劇作家、歴史家。シュトゥットガルトで医学を学んだ。1839年にベルテル・トルバルセンによる記念碑がシラー広場に建立された。

#### 1801年から1850年
- エドゥアルト・メーリケ（1804年 - 1875年）シュヴァーベン派の詩人、翻訳者、
- ベルンハルト・フォン・ネーアー（1806年 - 1886年）画家。王立芸術学校の教授を務めた。
- ヘルマン・フォン・フェーリング（1812年 - 1885年）化学者。シュトゥットガルトで大学教授を務めた。
- エドゥアルト・フォン・カレー（1818年 - 1888年）軍人、画家、アマチュア考古学者。
- アルベルト・シェフレ（1831年 - 1903年）国民経済学者、社会学者
- ゴットリープ・ダイムラー（1834年 - 1900年）自動車産業のパイオニア、企業家。1890年にカンシュタットにダイムラー・モーター会社を設立した（1904年からウンターテュルクハイムに移転）。
- アドルフ・フォン・ドンドルフ（ドイツ語版、英語版）（1835年 - 1916年）彫刻家、芸術アカデミー教授
- ザムエル・デ・ランゲ（ドイツ語版、英語版）（1840年 - 1911年）オランダのオルガニスト、作曲家。1894年からシュトゥットガルトでオルガンと対位法の教師を務め、1900年から1908年までシュトゥットガルト音楽院の院長を務めた。
- ヨハン・ハインリヒ・ヴィルヘルム・ディーツ（1843年 - 1922年）政治家
- アナ・ペータース（ドイツ語版、英語版）（1843年 - 1926年）画家

#### 1851年から1900年
- ロバート・ボッシュ（1861年 - 1942年）ロバート・ボッシュの創業者。1917年にシュトゥットガルト市の名誉市民となった。
- テオドール・フィッシャー（1862年 - 1938年）建築家、都市プランナー。
- ベルンハルト・パンコック（1872年 - 1943年）画家、グラフィックデザイナー、建築家、デザイナー。
- フリードリヒ・ツンデル（ドイツ語版、英語版）（1875年 - 1948年）画家、農民、パトロン
- フェルディナント・ポルシェ（1875年 - 1951年）オーストリアの自動車製造者。ツッフェンハウゼンでポルシェを起業し、ここでフォルクスワーゲンなどを製造した。
- パウル・ボナッツ（ドイツ語版、英語版）（1877年 - 1956年）建築家。シュトゥットガルト中央駅（ドイツ語版、英語版）などを建設した。
- ロベルト・ムージル（1880年 - 1942年）オーストリアの文筆家、演劇評論家
- オイゲン・ボルツ（ドイツ語版、英語版）（1881年 - 1945年）政治家、反ナチ運動家。ケーニヒスバウの前に記念碑が建立されている。
- マルティン・エルゼッサー（ドイツ語版、英語版）（1884年 - 1957年）建築家。1911年から1914年にシュトゥットガルト・マルクトハレを設計した。
- テオドール・ホイス（1884年 - 1963年）政治家、連邦大統領
- マックス・アッカーマン（ドイツ語版、英語版）（1887年 - 1975年）画家、グラフィックデザイナー。シュトゥットガルトのアヴァンギャルド運動を指導した。
- クルト・フーバー（1893年 - 1943年）ミュンヘン・ルートヴィヒ＝マクシミリアン大学教授。反ナチグループ「白いバラ」のメンバー。1896年から1911年までシュトゥットガルトに住んだ。
- カルロ・シュミット（ドイツ語版、英語版）（1896年 - 1979年）政治家
- ヴィクトル・ウルマン（1898年 - 1944年）オーストリア/チェコの作曲家、指揮者、ピアニスト。1931年から1933年までシュトゥットガルトのノヴァリス書店のオーナーであった。ホロコーストの犠牲となった。

#### 1901年から1950年
- ハンス・ベーテ（1906年 - 2005年）物理学者。1967年のノーベル物理学賞受賞者。シュトゥットガルト大学で1年間教員を務めた。
- フェルディナント・アントン・エルンスト・ポルシェ（1909年 - 1998年）オーストリアの実業家（自動車製造）、エンジニア
- マルティン・ザントベルガー（1911年 - 2010年）親衛隊隊員。最終階級は親衛隊大佐。
- ジョン・アーギリス（ドイツ語版、英語版）（1913年 - 2004年）ギリシアの科学者。有限要素法の開発者の一人。
- ヴォルフガング・ヴィントガッセン（1914年 - 1974年）テノール歌手。シュトゥットガルト州立歌劇場のメンバー。
- ハンス＝マルティン・シュライヤー（1915年 - 1977年）実業家、経済団体指導者
- ギュンター・ベーニッシュ（1922年 - 2010年）建築家
- ロリオー（ドイツ語版、英語版）（1923年 - 2011年）人文主義者、デッサン画家、俳優、演出家
- フライ・オットー（1925年 - 2015年）建築家。シュトゥットガルト大学で教授を務めた。
- ジョン・クランコ（1927年 - 1973年）イギリスのダンサー、振付師。シュトゥットガルト・バレエ団の芸術監督を務めた。
- アルフレート・フルドリチュカ（1928年 - 2009年）オーストリアの彫刻家、デッサン画家、画家、グラフィックデザイナー、俳優、文筆家。1971年から1986年までシュトゥットガルト州立造形芸術アカデミーの彫刻科教授を務めた。
- ミヒャエル・エンデ（1929年 - 1995年）児童文学作家
- ハンス・マグヌス・エンツェンスベルガー（1929年 - ）作家、詩人、批評家、翻訳家。
- フリッツ・ヴンダーリヒ（1930年 - 1966年）テノール歌手、シュトゥットガルト州立歌劇場のメンバー
- フリッツ・アウアー（ドイツ語版、英語版）（1933年 - ）建築家、大学教師
- エルンスト・ウルリヒ・フォン・ヴァイツゼッカー（1939年 - ）博物学者、政治家
- ウルフ・メルボルト（1941年 - ）物理学者、宇宙飛行士
- クラウス・フォン・クリッツィング（1943年 - ）物理学者。量子ホール効果を実験的に発見した。1985年のノーベル物理学賞受賞者。マックス＝プランク固体研究所所長を務めた。
- フレート・ブライナースドルファー（ドイツ語版、英語版）（1946年 - ）脚本家、映画プロデューサー、法律家
- ハイデ・リューレ（ドイツ語版、英語版）（1948年 - ）政治家

#### 1951年以降
- ギド・ブッフバルト（1961年 - ）サッカー選手、指導者。1979年から1983年までシュトゥットガルト・キッカーズに、1983年から1994年まで VfBシュトゥットガルトに在籍した。
- ユルゲン・クリンスマン（1964年 - ）サッカー選手、指導者。1981年から1984年までシュトゥットガルト・キッカーズに、1984年から1989年まで VfBシュトゥットガルトに在籍した。
- フレディ・ボビッチ（1971年 - ）サッカー選手。1992年から1994年までシュトゥットガルト・キッカーズに、1994年から1999年まで VfBシュトゥットガルトに在籍した。
- ティモ・ヒルデブラント（1979年 - ）サッカー選手。1999年から2007年まで VfBシュトゥットガルトに在籍した。